# Želary
Želary är en tjeckisk dramafilm från 2003 i regi av Ondrej Trojan.